# Pimax
Pimax ist ein Unternehmen, welches sich auf die Entwicklung von VR-Headsets und Zubehör wie Controllern, Augen-/Hand-Trackern etc. spezialisiert hat. Gegründet wurde es im Mai 2014, mit der Absicht, ein VR-Headset zu entwickeln, welches keinen Screen-Door Effekt hat. Im März 2015 entwickelte Pimax ihr erstes VR-Headset, die Pimax 2K.

## Produkte

### Pimax 2K
Über die Pimax 2K sind leider keine Informationen verfügbar.

### Pimax 4K
Pimax baute im September 2015 den ersten Prototyp der Pimax 4K.
Vorgestellt wurde es am 6. April 2016 in Beijing, China. Erhältlich war es über den asiatischen Onlineversandhändler GearBest.
Es hat eine Auflösung von insgesamt 3840 × 2160 Pixel, 1920 × 2160 Pixel pro Auge, mit einem Gewicht von 220 g.
Die Field-of-View beträgt 110°, die Bildwiederholrate 60 Hz.
Es ist mit einer IMU ausgestattet. Die Ausrichtung wird durch ein dual Gyroskop-System bestimmt, welches mit einer Erfassungsrate von 1000 Hz arbeitet.
Den Linsenabstand kann man von 58-71 mm einstellen.
Die Pimax 4K wird per USB 3.0 und HDMI 1.4b angeschlossen.
Im Mai 2016 gewinnt Pimax den "Best VR Product at CES Asia" Award.

### Pimax 5K XR
Die 5K XR hat zwei OLED-Displays mit einer Auflösung von jeweils 2560 × 1440 Pixeln bei einer FOV von 200° und einer Bildwiederholrate von 82 Hz.
Der Augenabstand kann von 60-72 mm eingestellt werden.
Es unterstützt Lighthouse Tracking und hat Sensoren für 6DOF.

### Pimax 5K Plus
Es sind die gleichen Panels wie in der Pimax 8K X/Plus/DMAS/KDMAS verbaut und die Bildwiederholrate beträgt 144 Hz.
Es sind keine Lautsprecher verbaut.
Ansonsten unterscheidet sie sich nicht von der 5K XR.

### Pimax 5K Super
Es sind die gleichen Panels wie in der Pimax 8K X/Plus/DMAS/KDMAS verbaut.
Die Bildwiederholrate beträgt 180 Hz.
Ansonsten unterscheidet sie sich nicht von der 5K XR.

### Pimax 8K
Der Prototyp der Pimax 8K wurde im November 2016 fertiggestellt und im Januar 2017 auf der CES veröffentlicht.
Das Besondere an der Pimax 8K ist die Auflösung, die im "normalen" Verbraucher-Bereich zu diesem Preis eher selten ist. Pimax hat mit der Pimax 8K die erste VR-Brille herausgebracht, die eine 4K-Auflösung pro Auge darstellen kann.
Die Auflösung beträgt insgesamt 7680 × 2160 Pixel, also 3840 × 2160 Pixel pro Auge und 200° Sichtfeld bei einer Bildwiederholfrequenz von 80 Hz.
Diese Auflösung wird durch Hochskalieren ermöglicht.
Der Funktionsumfang der Brille kann, ähnlich wie die Valve Index, durch Zusatzmodule, sog. Add-Ons, erweitert werden. Dazu hatte Pimax im Vorfeld einen Adapter zur Funkübertragung, Linsen mit Sehstärke, Hand- und Augentracking und ein Geruchsmodul vorgestellt.
Finanziert wurde die Produktion und Entwicklung über Kickstarter.
Für die Realisierung des Projektes hatte Pimax 200.000 $ angesetzt. Insgesamt kamen 4.236.618 $ durch 5.946 Unterstützer zusammen.
Das Ziel von 200.000 $ wurde innerhalb von 73 Minuten erreicht.
Das Projekt ist bis heute in den Top 5 der Liste der Technologieprojekte und erhielt den Guinness World Record für das erfolgreichste spendenfinanzierte VR-Projekt.
Das ursprüngliche Datum, zu dem die 8K hätte verschickt werden sollen, war im Januar 2018.
Dieser Zeitraum konnte aufgrund von Schwierigkeiten mit der Bildwiederholrate und den Linsen nicht eingehalten werden.

### Pimax 8K X
Die Pimax 8K X hat zwei CLPL-Panels (eines pro Auge), bietet eine FOV von 200°, 3840 × 2160 Pixel pro Auge bei einer Bildwiederholrate von 90 Hz, welche mittels Extrapolation auf 115 Hz erhöht werden kann. Der Augenabstand kann von 60-72 mm eingestellt werden.
Es unterstützt Lighthouse Tracking und hat Sensoren für 6DOF.

### Pimax 8K Plus
Die Pimax 8K Plus hat eine höhere native Bildwiederholrate, 110 Hz, als die Pimax 8K X und eine Auslösung von 3840 × 2160 Pixel pro Auge (hochskaliert).
Ansonsten ist sie identisch zur Pimax 8K X.

### Pimax 8K X DMAS
Die Pimax 8K X DMAS hat eine native Bildwiederholrate von 90 Hz.
Ansonsten ist sie identisch zur Pimax 8K X.

### Pimax 8K X KDMAS
Die Pimax 8K X KDMAS ist bis auf die Bildwiederholrate identisch zur Pimax 8K X. Die 8K X KDMAS bietet 75/90/110(extrapoliert) Hz.
Ansonsten ist sie identisch zur Pimax 8K X.

### Pimax Artisan
Die Pimax Artisan bietet eine FOV von 170°, 1700 × 1440 Pixel pro Auge bei einer Bildwiederholrate von 120 Hz.
Der Augenabstand kann von 60-72 mm eingestellt werden.
Es unterstützt Lighthouse Tracking und hat Sensoren für 6DOF.

## Kritik
Pimax konnte einige der angekündigten Features nicht zum angegebenen Datum verwirklichen, überschritt den Versandzeitraum des Kickstarter-Projektes der Pimax 8K um Monate und lieferte nicht das angekündigte Produkt ab (andere Linsen, niedrigere Bildwiederholrate).
Auch hat die Community die irreführende Bezeichnung "8K" nicht wohlwollend aufgenommen.